# A Pain in the Pullman
A Pain in the Pullman (br.: Trio tresloucado) é um filme estadunidense curta-metragem de 1936 do gênero Comédia dirigido por Preston Black. É o 16.º de um total de 190 filmes da série com os Três Patetas produzida pela Columbia Pictures entre 1934 e 1959.

## Enredo
Os Três Patetas são atores pobres que estão para serem despejados de uma pensão habitada por outros artistas da mesma companhia teatral. Eles possuem uma mascote que usam em seu número, o pequeno e travesso macaco Joe. Joe escapa para o apartamento de uma atriz e acaba arrancando a peruca de seu namorado e principal astro da companhia, o pomposo Senhor Paul Pain (James C. Morton), que a partir daí passa a odiar o animal. A companhia recebe uma proposta de apresentação e os Patetas pegam um trem junto com os outros atores. Novas confusões se seguem durante a viagem por causa de Joe, que os Patetas tentam esconder de Pain e do chefe da companhia, o Senhor Johnson (Bud Jamison). Ao final, Joe puxa o cabo de emergência e para o trem, o que faz que os passageiros peguem os Patetas e o joguem para fora da composição. Para piorar a situação, o trio cai em cima de três touros bravios que partem em disparada pelo campo.

## A lagosta e os Patetas
Moe Howard tinha boas lembranças de A Pain in the Pullman. Ele destaca seu desagrado com comidas marinhas e conta como seu irmão Curly Howard machucou a boca ao mastigar os pedaços de um casco de lagosta (em tradução livre):
"...Numa sequência, nós três tinhamos que dormir em uma mesma cama no vagão dormitório. Antes, nós havíamos invadido uma cabine que não sabíamos estar ocupado pelo astro da companhia (James C. Morton). Havia uma farta mesa nesse cenário com vários tipos de comida.
A certa altura Curly aponta para uma lagosta e pergunta o que era. Nós, é claro, não sabíamos mas fizemos suposições. Larry achou que era uma tarântula, Curly dizia que era uma tartaruga e eu conclui que era comestível, pois estava acompanhada de vários petiscos e molhos.
A cena continuou e Curly tentou abrir a carapaça da lagosta com seu garfo. Eu peguei o garfo de  Curly, joguei um guardanapo no chão e pedi a ele para pegá-lo. Quando Curly se abaixou, eu bati em sua cabeça com a carapaça da lagosta, partindo-a em milhões de pedaços. Curly jogou fora a carne de um pedaço e começou a mastigar os ossos.
Eu devo confessar que tinha aversão a comida marinha e não conseguia levar as garras da lagosta à minha boca durante a cena. O diretor Preston Black pediu que apenas lambesse a garra mas eu não conseguia. Ele finalmente preparou a garra com açúcar e corantes e me pediu para apenas mordiscá-la e fazer cara de que estava gostando. Eu fiquei muito cauteloso durante a cena. Sabia que a garra estava por baixo do açúcar e dos corantes. Eu acabei mordendo aquilo durante a cena mas se você observar, o fiz com muito cuidado.
Enquanto isso, Curly ainda mastigava os pedaços da carapaça e isso o machucava por dentro da boca. Finalmente o astro chega à cabine e nos coloca para fora, indo os três para o vagão dormitório". 